# ステーキ・アンド・エッグ
ステーキ・アンド・エッグ(Steak and eggs)は、ビーフステーキと卵を主な材料とする料理である。朝食またはブランチに食べられることが多い。

## 材料
リブアイステーキ、ストリップステーキ、サーロインステーキ、フランクステーキ等、様々な種類のビーフステーキを使うことができる。他に加えるものとしては、ピーマン、ニンニク、タマネギ、バター、食塩、トウガラシ、ホットソース、その他のシーズニングや調味料がある。ステーキソース、ウスターソース、チミチュリ等、様々なソースが添えられる。

## バリエーション
バリエーションとしては、ステーキ・アンド・エッグをサンドイッチやオープンサンドイッチにしたり、ステーキ・アンド・エッグベネディクトとして提供される。
ルッコラ等の葉物野菜とポーチドエッグ、ステーキで、ステーキ・アンド・エッグサラダとすることもある。

ベーコンとチェダーチーズを加えたステーキ・アンド・エッグのサンドイッチ
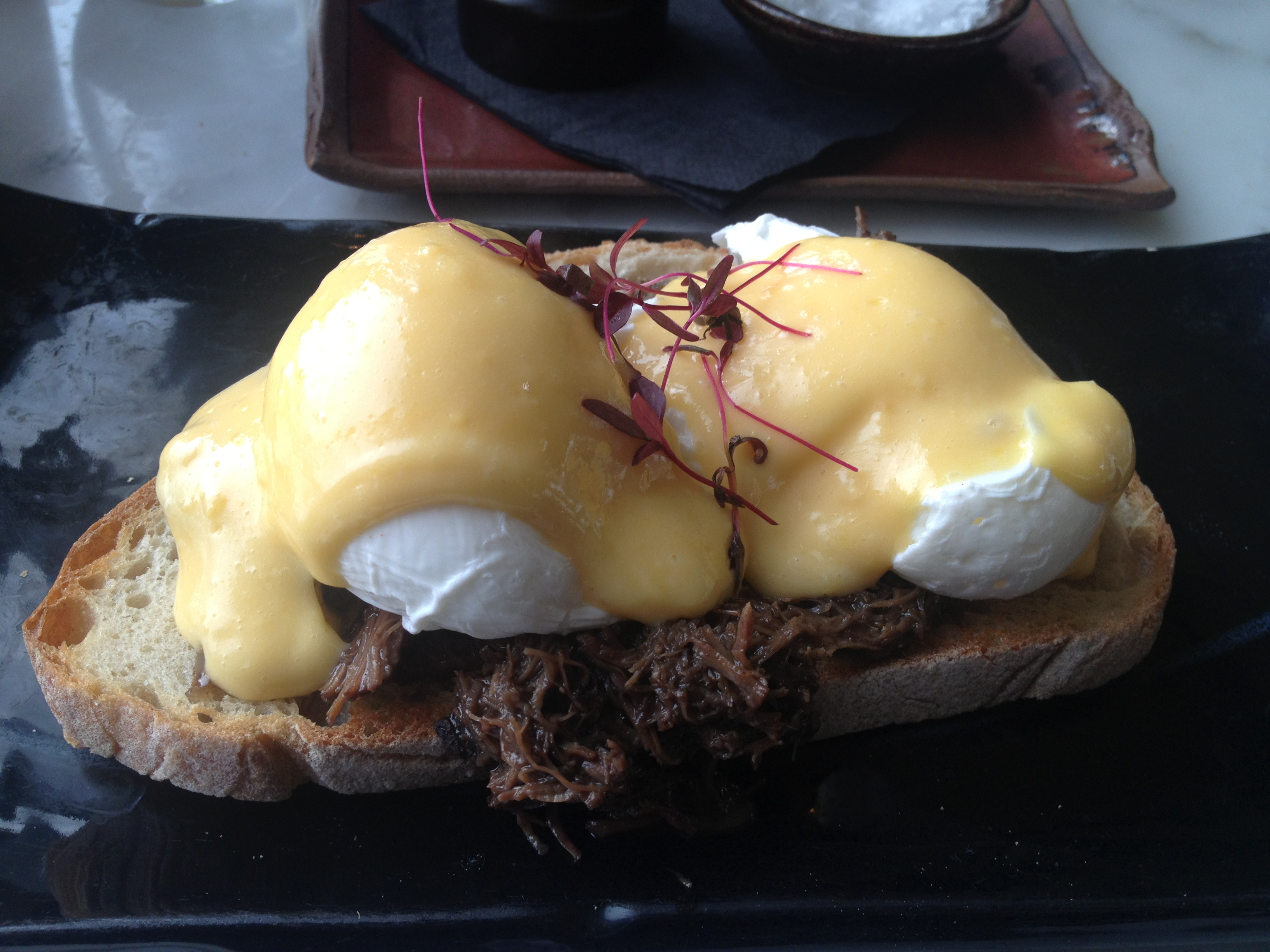
ステーキ・アンド・エッグのオープンサンドイッチ
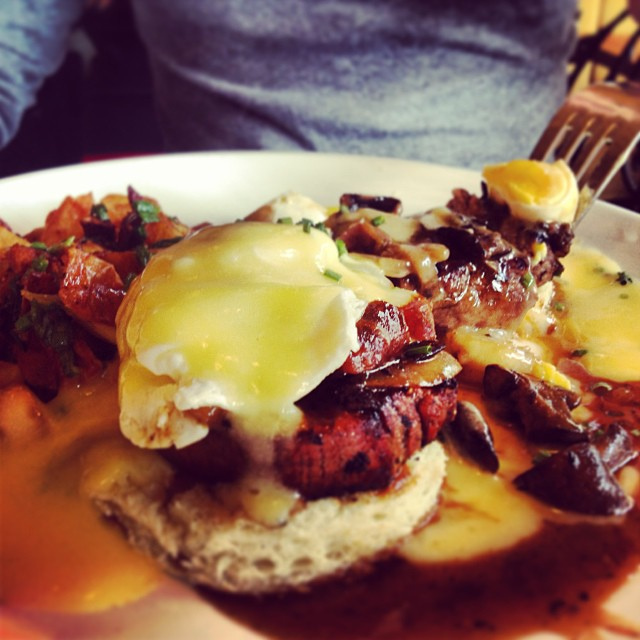
ステーキ・アンド・エッグベネディクト
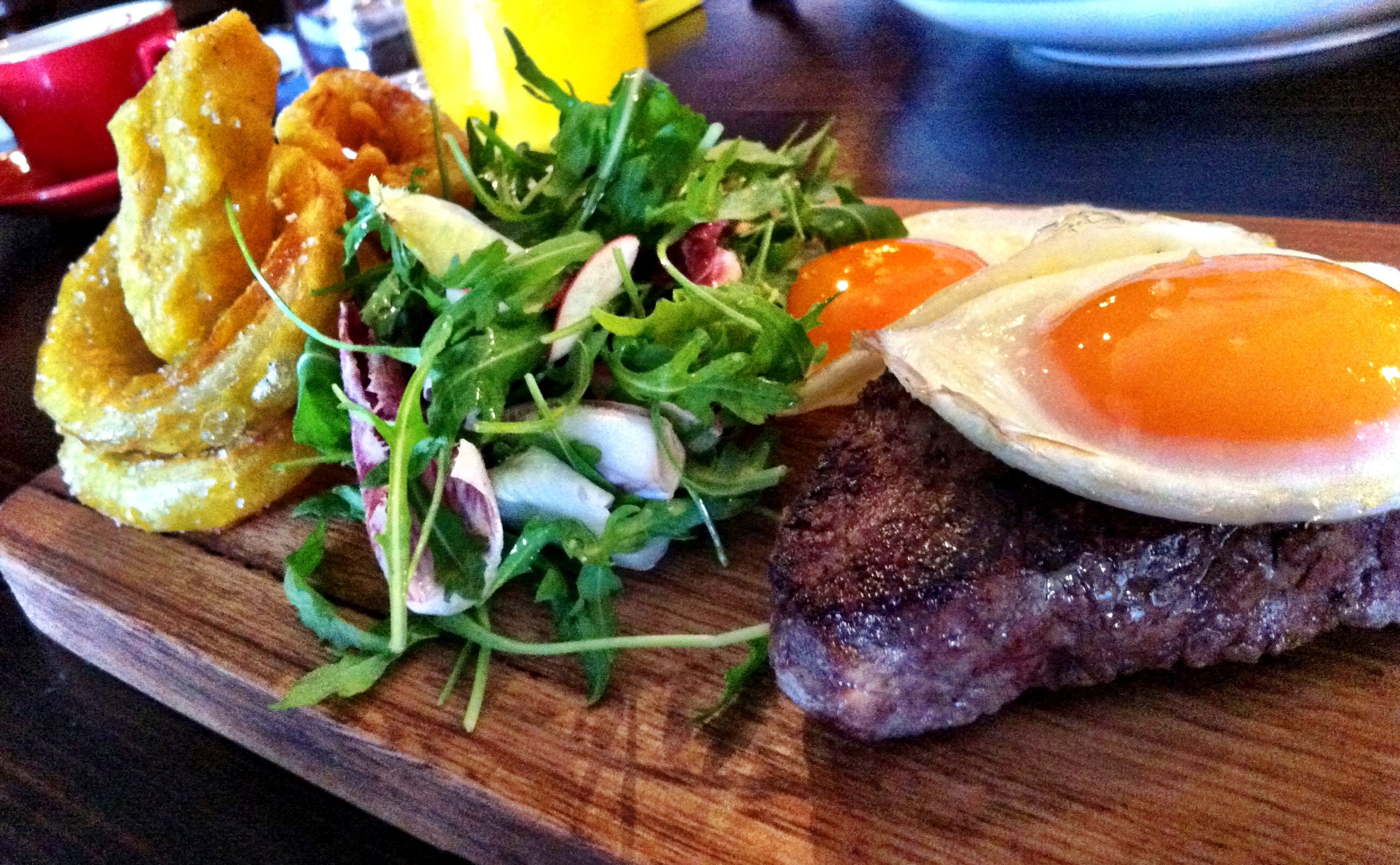
サラダとオニオンリングを添えてレストランで提供されるステーキ・アンド・エッグ
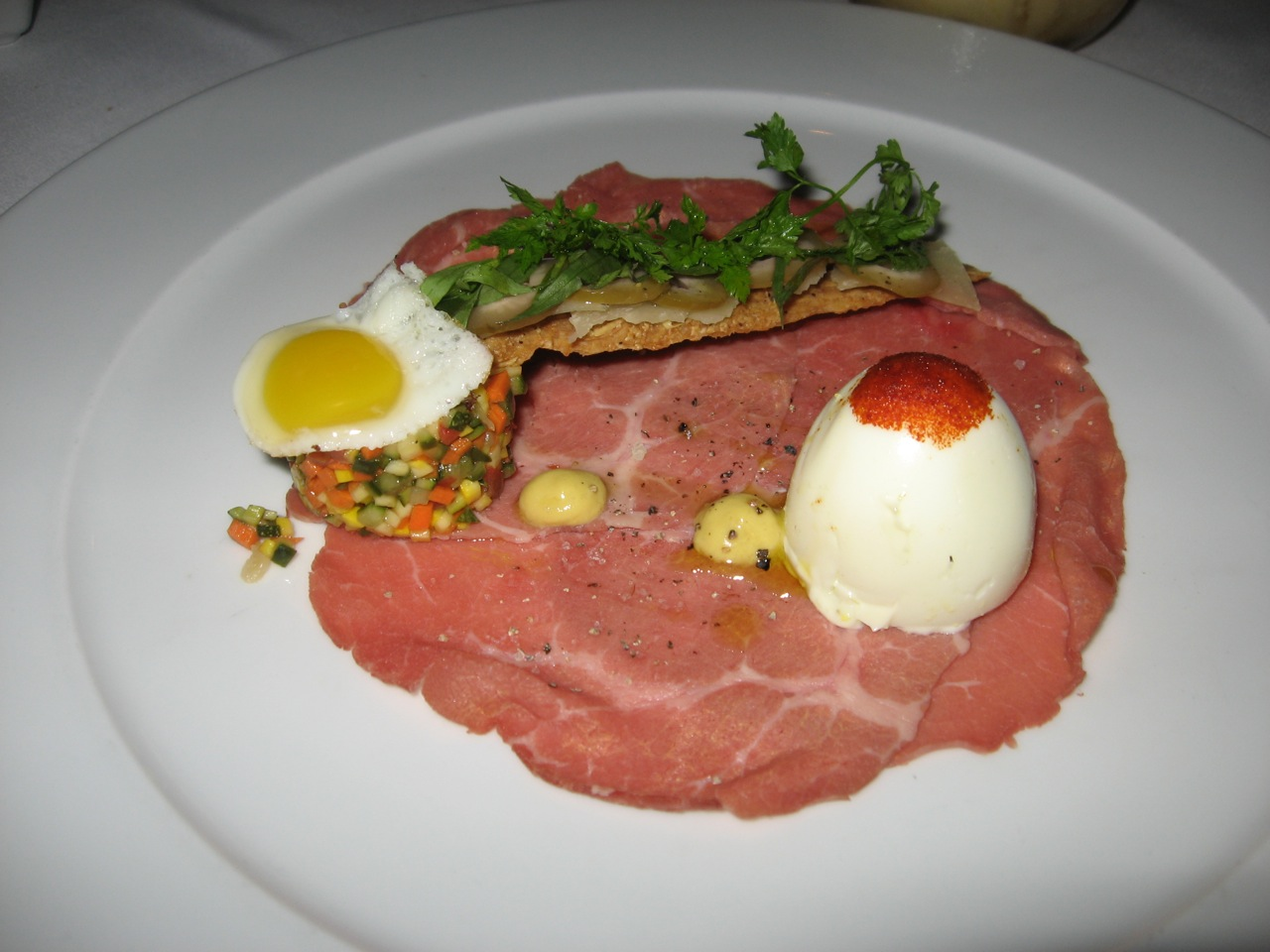
牛肉のカルパッチョ、うずら卵、デビルド・エッグ、サルピコンからなるユニークなステーキ・アンド・エッグ

## 文化
ステーキ・アンド・エッグは、アメリカ航空宇宙局の宇宙飛行士の伝統的な朝食で、1961年5月5日のマーキュリー・レッドストーン3号の飛行の前のアラン・シェパードに初めて提供された。
アメリカ海兵隊の上陸前の朝食にも伝統的に提供されている。
1996年の映画『ツイスター』では、ストーム・チェイサーが食べていた。